# 173-я резервная дивизия (вермахт)
173-я резервная дивизия — боевое соединение вермахта. Была создана на базе дивизии № 173 летом 1943 года, после чего направлена в Югославию, где выполняла оккупационные функции и принимала участие в акциях по подавлению партизанского движения на территории Хорватии. В начале 1944 года вернулась в Германию и была расформирована.

## Формирование и боевой путь
Номерная дивизия № 173 была создана 9 ноября 1939 года из 13-го командования резервных войск (нем. Kommandeur der Ersatztruppen XIII), сформированного в ходе массовой мобилизации немецкой армии, начавшейся 26 августа 1939 года. Дивизия подчинялась 13-му военному округу со штабом в Нюрнберге и занималась набором призывников из северной Баварии и их обучением. Такое положение вещей длилось до 16 июля 1943 года, когда дивизия была переформирована в 173-ю резервную дивизию и отправлена в Белград в подчинение 69-го резервного корпуса 2-й танковой армии. В сентябре переведена в Хорватию. Осенью и зимой 1943—1944 годов принимала участие в карательных рейдах против войск НОАЮ. 12 января 1944 года вышел приказ ОКХ о расформировании дивизии. Личный состав вернулся в Германию, где был использован для формирования депо-дивизий 24-й волны мобилизации. Этот процесс был завершён в феврале 1944 года, а 1 апреля 173-я резервная дивизия официально прекратила своё существование.

## Организация
| Дивизия №173 - 17-й запасной пехотный полк - 73-й запасной пехотный полк - 231-й запасной пехотный полк - 17-й запасной артиллерийский полк - 17-й запасной кавалерийский батальон - 10-й запасной разведывательный батальон - 35-й запасной танковый батальон - 17-й запасной инженерный батальон - 17-й запасной инженерный батальон - 13-й запасной батальон строевой подготовки - 13-й запасной батальон водительской подготовки | 173-я резервная дивизия - 17-й резервный гренадерский полк - 231-й резервный гренадерский полк - 10-й резервный артиллерийский батальон - 46-й резервный инженерный батальон - 873-й отряд снабжения |

## Командующие
дивизия № 173
- генерал-лейтенант Курт Зиглин (1 ноября 1939 — 10 марта 1940)
- генерал-лейтенант Курт Пфлуградт (10 марта 1940 — 15 декабря 1940)
- генерал-лейтенант Генрих фон Бер (15 декабря 1940 — 16 июля 1943)

173-я резервная дивизия
- генерал-лейтенант Генрих фон Бер (16 июля 1943 — 20 февраля 1944)